# Barrage de Douvres

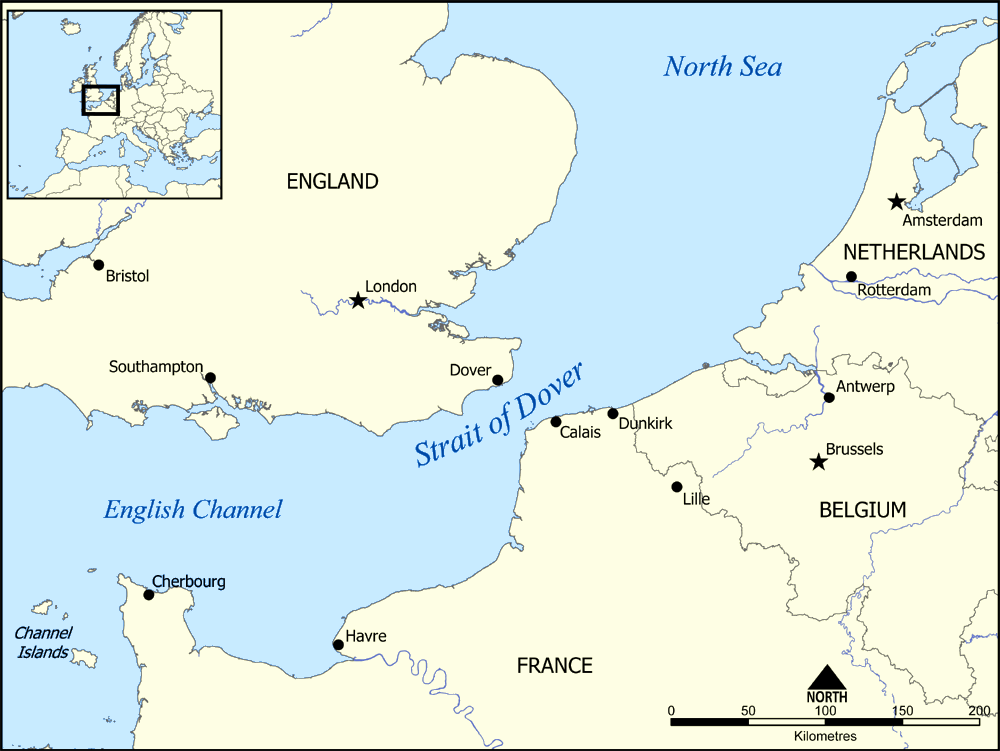
Détroit de Douvres

Le Barrage de Douvres est un dispositif visant à interdire aux sous-marins allemands le passage par le Pas de Calais.
Ce barrage était matérialisé par des champs de mines puis, dès février 1915, par des filets d'acier ancrés sur le fond du détroit. En avril de la même année, des navires commencent des patrouilles sur la même zone.  
Les camps des deux belligérants estimèrent que le barrage était efficace et les Allemands lui attribuèrent certaines des pertes de sous-marins. En mars 1916, les Allemands estimèrent que ce barrage pouvait être franchi, de nuit, et en surface. 
Les Alliés déplacèrent le barrage pour couvrir le Cap Gris Nez et Folkestone, déployant de nouveaux champs de mines et utilisant des bateaux équipés de projecteurs.
En 1940, un champ de mines fut aussi créé sur cette même zone.